# Je n'ai que mon âme
Chansons représentant la France au Concours Eurovision de la chanson
On aura le ciel
(2000) Il faut du temps
(2002)
Singles de Natasha St-Pier
Tu m'envoles
(2000) Tu trouveras
(2001)
Pistes de À chacun son histoire
À chacun son histoire
(2)
Je n'ai que mon âme est une chanson interprétée par la chanteuse canadienne Natasha St-Pier, sortie en single et parue sur l'album À chacun son histoire en 2001. C'est la chanson représentante de la France au Concours de l'Eurovision de 2001 à Copenhague. 
Ce n'est pas le premier titre de Natasha St-Pier sorti en France. Quelques mois auparavant, fin 2000, le titre Tu m'envoles était sorti en single et avait obtenu un succès d'estime. 
Cette chanson, écrite et composée par Robert Goldman sous le pseudonyme J. Kapler, a également été traduite en anglais sous le titre All I Have Is My Soul.

## Concours Eurovision de la chanson
Lors de son passage sur la scène de l'Eurovision, Natasha garde le titre original français, chante les 2/3 de la chanson en français puis le dernier couplet en anglais. Natasha se classe 4e sur 23. 
Ce classement représente alors la meilleure place de la France depuis le concours 1995 lors duquel la chanteuse Nathalie Santamaria s'était elle aussi classée 4e avec la chanson Il me donne rendez-vous, écrite et composée par Didier Barbelivien et François Bernheim. Cette place est également le meilleur classement de la France à l'Eurovision jusqu'en 2021 avec le titre Voilà.

## Liste des titres
| No | Titre                 | Auteur                     | Durée |
| -- | --------------------- | -------------------------- | ----- |
| 1. | Je n'ai que mon âme   | J. Kapler                  | 2:51  |
| 2. | All I Have Is My Soul | J. Kapler                  | 2:51  |
| 3. | Près d'une autre      | Piero Cassano, David Manet | 5:29  |

## Classements et certifications
| Classement (2001)                       | Meilleure position |
| --------------------------------------- | ------------------ |
| Belgique (Flandre Ultratip 100)         | 3                  |
| Belgique (Wallonie Ultratop 50 Singles) | 2                  |
| France (SNEP)                           | 2                  |

| Classement (2001)            | Meilleure position |
| ---------------------------- | ------------------ |
| Belgique (Wallonie Ultratop) | 17                 |
| France (SNEP)                | 28                 |

### Certifications
| Pays   | Certification | Date | Ventes certifiées | Ventes physiques |
| ------ | ------------- | ---- | ----------------- | ---------------- |
| France | Or            | 2001 | 250 000           | 330 000          |
| Canada |               |      |                   |                  |

## Historique de sortie
| Pays ou région | Date | Format    | Label    |
| -------------- | ---- | --------- | -------- |
| France         | 2001 | CD single | Columbia |
| Europe         | 2001 | CD single | Columbia |